# Golfo de Guinea
El golfo de Guinea es un gran golfo del océano Atlántico oriental localizado en la costa centro-oeste de África. Baña las costas, de oeste a este, de Liberia, Costa de Marfil, Ghana, Togo, Benín, Nigeria, Camerún, Guinea Ecuatorial, Gabón y Santo Tomé y Príncipe.

## Etimología
Se cree que el nombre Guinea designaba a una zona en la región, aunque los detalles son inciertos. Edward William Bovill (1995) proporciona una concienzuda descripción:

Usualmente se considera el nombre Guinea una corrupción del nombre Ghana, tomado por los portugueses en el Magreb. Este autor encuentra esta teoría inaceptable. El nombre Guinea había sido usado en el Magreb y en Europa mucho antes de la época de Enrique el Navegante. Por ejemplo, en un mapa del cartógrafo genovés Giovanni di Carignano datado en torno a 1320, quien había obtenido su información sobre África de un compatriota habitante de Siyilmasa (antigua ciudad comercial del Norte de África), encontramos Gunuia; y en el Atlas catalán de 1375, Ginyia. Un pasaje de León el Africano (vol. III, 822) apunta que Guinea es una corrupción del nombre Djenné (ciudad de 2000 años de antigüedad en el centro de Malí, sobre el río Níger), menos conocida que Ghana pero sin embargo durante muchos siglos conocida en el Magreb como un gran foco comercial y de enseñanza. El importante pasaje dice: «El reino de Ghinea [...] llamado por los comerciantes de nuestra nación Gheneoa, por sus propios habitantes Genni y por los portugueses y otros europeos Ghinea». Pero parece ser más probable que Guinea deriva de «aguinaou», en bereber negro. Marrakech (ciudad en el sureste de Marruecos) tiene una puerta, construida en el siglo XII, llamada «Bab Aguinaou», la Puerta del Negro (Delafosse, Haut-Sénégal-Niger, II, 277-278). La moderna aplicación del nombre Guinea al área costera data solo de 1481. En esa fecha los portugueses construyeron un fuerte, San Jorge de la Mina (actualmente Elmina, en la Costa de Oro, y Juan II de Portugal, fue autorizado por el Papa (Sixto IV o Inocencio VIII) a utilizar el título de Señor de la Guinea, título que pervivió hasta la extinción de la monarquía.

La costa sur de África occidental, al norte de este golfo, fue llamada históricamente Alta Guinea y la costa occidental del África austral, hacia el sur, Baja Guinea. En la actualidad hay cuatro países con la palabra en sus nombres: Guinea, Guinea-Bissau, Guinea Ecuatorial y Papúa Nueva Guinea. Este último está, sin embargo, en otro continente, en Oceanía, debido al parecido de los melanesios, que vieron los exploradores europeos, con los pobladores de la Guinea africana. En algunos países americanos se usa el nombre de «guineo» para designar una variedad de banana, lo que demuestra el origen africano del término.

## Geografía
El golfo de Guinea está delimitado por una línea que va desde el cabo Palmas, en Liberia, hasta el cabo López, en Gabón. Está dividido en dos golfos interiores: el golfo de Benín, al oeste, y el golfo de Biafra, al este 

### Países
Los siguientes son los países que comparten la costa del Golfo de Guinea:
- Liberia
- Costa de Marfil
- Ghana
- Togo
- Benín
- Nigeria
- Camerún
- Guinea Ecuatorial
- Gabón (parte norte)
- Santo Tomé y Príncipe

### Islas
En el interior del golfo de Guinea hay varias islas importantes:
- La isla de Santo Tomé está cerca de las costas de Gabón y la isla de Príncipe de las de Guinea Ecuatorial. Ambas islas constituyen la República de Santo Tomé y Príncipe.

- La isla de Bioko (2017 km²), está cercana a las costas de Camerún, y la de Annobón (17 km²) a las de Gabón y a la isla de Santo Tomé. Estas dos islas conforman, con la región continental de Mbini, además de algunos territorios menores, la hispanoparlante república de Guinea Ecuatorial.

### Ríos que desembocan en el golfo
En el golfo de Guinea desaguan numerosos ríos de la vertiente occidental africana, siendo los más importantes los siguientes, de oeste a este:
- Río Cavalla, en la costa que marca la frontera entre Liberia y Costa de Marfil, con 515 km.
- Río Sassandra, en la costa de Costa de Marfil, con 650 km de longitud y una cuenca de 75 000 km².
- Río Komoé, en Costa de Marfil, con 759 km y 79 087 km².
- Río Volta, en Ghana, con 1500 km y 407 093 km².
- Río Mono, en Togo-Benín, con 467 km y 25 000 km².
- Río Níger, en Nigeria, con 4184 km de longitud y una cuenca de 2 261 763 km².
- Río Cross, en Nigeria, con 489 km.

## Historia
La exploración europea del golfo de Guinea se inició bajo el protagonismo de Portugal. En 1471, el portugués Fernando Poo (que buscaba una ruta hacia la India) viajó por la región. Ese mismo año Pedro Escobar ayudó a descubrir la industria del oro que crecería alrededor de Elmina en 1471. En diciembre de ese año la expedición de Escobar y João de Santarém llegó a la isla de Santo Tomé y en 1472 a la isla de Príncipe, alcanzando el 1 de enero de 1475 la isla de Annobón (a la que llamaron «Ilha do Annobom» (o «Isla del Año Nuevo»), buscando puertos seguros de escala para el tráfico de esclavos y el camino hacia Las Indias bordeando el sur de África.
En 1482 los portugueses fundaron el fuerte de San Jorge de la Mina, al que seguiría el de Santo António de Axim en 1486, estableciendo la llamada Costa de Oro portuguesa. Por su parte, en sus viajes por la costa africana durante los años 1480, el navegante portugués Diogo Cão (quien también visitó Annobon) en 1483 bajó del Cabo López, encontrando el vecino reino de Loango. En 1484 el reino de Benín recibió la visita del portugués Joao Affonso d'Aveiro, que trae las primeras armas de fuego y las primeras semillas de coco, iniciándose desde entonces un continuado comercio con los europeos.
Hacia 1493, don Juan II de Portugal añadió a la serie de sus títulos reales el de Señor de Guinea y primer Señor de Corisco. Los portugueses iniciaron la colonización las islas de Bioko, Annobón y Corisco en 1494, las cuales se convirtieron en «factorías» o puestos para el tráfico de esclavos. A principios del siglo XVI (1507), el portugués Ramos de Esquivel realizó un primer intento de colonización en la isla de Bioko, estableciendo una factoría en Riaba y desarrollando plantaciones de caña de azúcar, pero fracasó en su empeño.

## Delimitación de la Organización Hidrográfica Internacional
La máxima autoridad internacional en materia de delimitación de mares a efectos marítimos, la Organización Hidrográfica Internacional («International Hydrographic Organization, IHO), considera el golfo de Guinea como un mar. En su publicación de referencia mundial «Limits of oceans and seas» («Límites de océanos y mares», 3.ª edición de 1953), le asigna el número de identificación 34 y lo define de la forma siguiente:

Al suroeste.
Una línea que corre hacia el sureste desde el cabo Palmas, en Liberia, hasta el cabo López (0°38'S, 8°42'E) [Gabón].
Limits of oceans and seas pág. 19. Versión original de la «International Hydrographic Organization» (en inglés)

## Piratería
El Golfo de Guinea es una de las zonas más peligrosas para los navegantes. En esta zona se registran numerosos casos de piratería violenta en los buques, que implican el robo de productos y/o secuestro de los tripulantes. Solo en 2015 se reportaron 54 ataques, el 48 % de estos ataques en aguas internacionales, y 15 casos de secuestros que afectaron a 44 marineros. Ese año murieron 23 personas en ataques piratas.
La seguridad marítima en el golfo de Guinea depende de 18 estados soberanos diferentes. Múltiples entes institucionales abordan la seguridad marítima en el golfo de Guinea: la Comunidad Económica de los Estados de África Occidental (CEDEAO) y la Comunidad Económica de los Estados de África Central (CEEAC). Además, la Comisión del Golfo de Guinea (GGC) también se encarga de la seguridad marítima en el golfo de Guinea. La seguridad marítima en el golfo de Guinea se caracteriza no sólo por la piratería, sino por un sinfín de delitos marítimos, aunque la piratería a menudo domina la discusión sobre seguridad marítima. Según el Documento prioritario para los esfuerzos daneses por combatir la piratería y otros tipos de delincuencia marítima 2019-2022, la piratería y la delincuencia marítima se definen de la siguiente manera:
}}
Los demás delitos notables en el golfo de Guinea son la pesca ilegal, el secuestro por rescate, el tráfico de drogas y la acumulación de petróleo. La acumulación ilegal de petróleo consiste en el ataque de barcos que transportan petróleo y el traslado al barco de los ladrones, tras el cual el petróleo se vende en los mercados locales e internacionales.
El secuestro por rescate es uno de los delitos marítimos más frecuentes en la región. Entre 2018 y 2019, el número de miembros de la tripulación que fueron secuestrados en el golfo de Guinea aumentó un 50 %, lo que hizo que la región representara el 90 % de los secuestros mundiales en el mar.

## Boya en la intersección entre el Ecuador y el meridiano de Greenwich
La intersección entre el ecuador y el meridiano de Greenwich se ubica en este golfo en las coordenadas: 0°0′0.0″N 0°0′0.0″E / 0.000000, 0.000000. Para marcar este punto está la boya Soul (o estación 13010 ) que es una boya meteorológica del programa  Prediction and Research Moored Array in the Atlantic (PIRATA) de la Agencia NOAA (Oficina Nacional de Administración Oceánica y Atmosférica) de EE. UU., que recoge datos meteorológicos y oceanográficos.